# شارخية
الشارخية هي احدى المزارع التاريخية التي تقع في منطقة سدير180 كيلو شمال مدينة الرياض بـالمملكة العربية السعودية ، تقع الشارخية بالقرب من بلدتي الجنيفي والعطار. تعود ملكية ارض الشارخية اسرة الشايع من بني عمرو من بني تميم. وبناءا على ماجاء في وثيقة جبرة والشارخية المكتوبة عام 1050 هجري فقد تم وقف هذه الأرض وقفاً إسلامياً وتعد هذه الوثيقة من اقدم الوثائق التارخية في منطقة سدير وتوجد هذه الوثيقة لدى إبراهيم بن فوزان الشايع. و يعود تاريخ زراعة الشارخيةإلى اكثر من 400 سنة. إلا انه و قبل نحو 30 سنة اتفق كبار اسرة الشايع بتوكيل عبدالعزيز بن عبدالله بن عبدالعزيز الشايع على رعاية المزرعة وتطويرها وقد سمي الإتفاق بـ "القضابة" وقد زاد عدد النخيل خلال 30 سنة من بضع مئات من النخيل إلى 5000 نخلة كما قام بحفر 3 آبار إضافية ، وقد قام برعايتها إلى ان توفي في 05/05/1427 الموافق 31/05/2006 ويتولى رعايتها حاليا ابناء عبدالعزيز بن عبدالله بن عبدالعزيز الشايع.